# Andre Douglas
Pour les articles homonymes, voir Douglas.
Andre Douglas est un astronaute américain sélectionné en 2021 au sein du groupe d'astronautes 23 de la NASA.

## Biographie
Andre Douglas, né en 1986, est originaire de Virginie. Il a obtenu un baccalauréat en génie mécanique de l'United States Coast Guard Academy, un master en génie mécanique de l'université du Michigan, un master en architecture navale et génie maritime de l'Université du Michigan, une maîtrise en génie électrique et informatique de l'université Johns-Hopkins et un doctorat en ingénierie des systèmes de l'université George-Washington. Douglas a servi dans la Garde côtière américaine en tant qu'architecte naval, ingénieur de sauvetage, assistant de contrôle des avaries et officier de pont. Plus récemment, il était membre senior du personnel de l'Applied Physics Laboratory de l'Université Johns-Hopkins, travaillant sur des missions de robotique maritime, de défense planétaire et d'exploration spatiale pour la NASA.
En novembre 2021, il est sélectionné comme astronaute de la NASA au sein du groupe d'astronautes 23.
En juillet 2024, il devient membre de l'équipage de relève pour la mission Artemis II.
.